# Denis Savary
 (mars 2016).
Denis Savary, né en 1981, est un artiste suisse. 

## Thématique de la recherche artistique
La pratique artistique se décline en dessin, vidéo, installation, en scénographie ou en mise en scène. Son champ d'expérimentation ne se limite pas non plus à une thématique. Chaque œuvre se fonde sur un travail de recherches et lui permet d'explorer de nouvelles techniques. Il collabore avec divers artisans choisis en fonction de ses créations. Les pièces s’inspirent soit des travaux d’un artiste qu’il détourne ou réinterprète, soit d’une coutume ou d’une tradition. Toutes ces références se perçoivent dans la scénographie de ses expositions. Il se place en conteur et « l’exposition se lit comme un roman auquel le titre donnerait une texture ».

## Expositions personnelles (sélection)
Parmi ces nombreuses expositions personnelles : Musée Jenisch (2007), Jeu de Paume (2008), Centre Pasquart (2010), La Ferme de Buisson (2010), Kunsthalle Bern (2012), Musée d’art et d’histoire, Genève, (2013), Mamco, Genève (2015) et au Centre Culturel Suisse à Paris (2016). Son œuvre a également été exposée au Palais de Tokyo, au Swiss Institute (New York), au CAPC Musée d’art contemporain (Bordeaux) et au FRAC Languedoc-Roussillon.
- 2019 : Houdini, Musée des beaux-arts de La Chaux-de-Fonds, Suisse.
- 2016 : Lokis[2], Maria Bernheim, Zurich, Suisse.
- 2016 : Lagune et autres poissons[3], Salle des Pas Perdus, Le Confort Moderne, Poitiers, France.
- 2016 : Jour Blanc[4],[5], Centre culturel suisse, Paris, France.
- 2016 : Weekend[6], Galerie Xippas, Paris, France.
- 2015 : Neiges de Printemps[7], Mamco (Musée d'art moderne et contemporain (Genève)), Suisse.
- 2013 : Étrusques[8], art3, Valence, France.
- 2013 : Denis Savary[9], Galerie Xippas, Genève, Suisse.
- 2013 : Les Mannequins de Corot[10], Musée d'art et d'histoire de Genève, Suisse.
- 2012 : Baltiques[11], Kunsthalle de Berne, Suisse.
- 2011 : Un balcon en forêt avec Jean-Yves Jouannais[12], Galerie du Granit/Scène Nationale, Belfort, France.
- 2011 : Brûlis[13], Galerie Xippas, Paris, France.
- 2011 : Period Room, Galerie Evergreene, Genève, Suisse.
- 2010 : Carrousel[14], La Ferme du buisson, Noisiel, France.
- 2010 : Le Narrenschiff[15], Centre PasquArt Bienne, Suisse.
- 2010 : La Villa[16], Villa Bernasconi, Lancy, Suisse.
- 2008 : Billard, Galerie Evergreene, Genève, Suisse.
- 2008 : Galerie Xippas, Athènes, Grèce.
- 2008 : Meilleurs vœux / d'après[17], Programmation Satellite, cycle Terrains de jeux, Jeu de Paume (centre d'art), Paris, France.
- 2007 : Denis Savary[18], Musée Jenisch Vevey, Suisse.
- 2007 : Denis Savary[19], Galerie Xippas, Paris, France.
- 2006 : Belvédère[20], Circuit, Lausanne, Suisse.
- 2005 : Perpetual Motion Food, Sima Gallery, Nuremberg, Allemagne.

## Expositions collectives (sélection)
- 2016 : Art Club#10/ Bois d’amour[21], Villa Medicis, Rome, Italie.
- 2016 : Dimensione Disegno. Posizioni contemporanee[22], Villa dei Cedri, Bellinzona, Suisse.
- 2015 : Tunguska[23], Maria Bernheim Gallery, Zurich, Suisse.
- 2015 : One more time, l'exposition de nos expositions[24], Mamco (Musée d'art moderne et contemporain (Genève)), Suisse.
- 2015 : Work Hard: Selections by Valentin Carron[25], Swiss Institute Contemporary Art New York, États-Unis.
- 2014 : Sphère 2014[26], Galerie Xippas, Galleria Continua / Le Moulin, Boissy-le-Châtel, France.
- 2014 : Masks[27], JGM Galerie, Paris, France.
- 2014 : Le regard du bègue[28], Cycle des histoires sans fins, Mamco, (Musée d'art moderne et contemporain (Genève)), Suisse.
- 2013 : L'origine des choses, collection du Centre national des arts plastiques (CNAP Paris), Centrale for contemporary art de Bruxelles, Bruxelles, Belgique.
- 2012 : La jeunesse est un art/ Manor Art Award Anniversary exhibition[29], Musée des beaux-arts d'Argovie, Aarau, Suisse.
- 2012 : Misia, reine de Paris[30], Musée d'Orsay, Paris, France, puis Musée Bonnard, Le Cannet, France.
- 2012 : This and there, 10 ans du pavillon du palais de Tokyo[31], Fondation Ricard, Paris, France.
- 2011 : Collector œuvres du Centre national des arts plastiques[32], Tripostal, Lille, France.
- 2011 : Café des Rêves[33], Helmhaus Zürich, Zürich, Suisse.
- 2010 : Modèles modèles 2[34], (Musée d'art moderne et contemporain (Genève)), Suisse.
- 2010 : Voici un dessin Suisse (1990-2010)[35], Musée Rath, Genève, Suisse, puis Musée des beaux-arts d'Argovie, Aarau, Suisse.
- Octobre 2009 : Insiders, pratiques, usages, savoir-faire[36], L'entrepôt CAPC musée d'art contemporain de Bordeaux, France.
- 2009 : Félicien Marbœuf (1852-1924), une proposition de Jean-Yves Jouannais[37], Fondation d'Entreprise Ricard, Paris, France.
- 2008 : Le Printemps de Septembre - Festival de création contemporaine[38], Toulouse, France.
- 2008 : Abstraction Extension, une scène romande et ses connexions[39], Fondation pour l'art contemporain Salomon, Alex, France.
- 2007 : A Christmas show of drawings by boys, Galerie Francesca Pia, Berne, Suisse.
- 2006 : Un congrès de lucioles[40], Les Arques, France.
- 2006 : Conjonctions, cycle Mille et trois plateaux, sixième épisode[41], (Musée d'art moderne et contemporain (Genève)), Suisse.
- 2005 : Disappearance, Fri Art Kunsthalle, Fribourg, Suisse.
- 2005 : Enchanté château[42], organisée par Christian Bernard à la Fondation pour l'art contemporain Salomon, Alex, France.
- 2005 : La piste noire[43], commissaire : Marc-Olivier Walher, Galerie Loevenbruck, Paris, France.

## Festivals, programmation de vidéos et performances (sélection)
- 2016 : Lagune[44], projet scénique mis en scène par Denis Savary, produit par le Flux Laboratory. Présenté à Zurich au SIK-ISEA, au Musée d’Ethnographie de Zurich, au Cabaret Voltaire, au Flux Laboratory de Zurich et de Genève, au Centre culturel suisse de Paris et au Musée d'ethnographie de Genève.
- 2015 : Pégase, Les Rencontres Internationales Nouveau Cinéma et Art Contemporain[45], Berlin, Allemagne.
- 2015 : Étourneaux[46], (Musée d'art moderne et contemporain (Genève)), Suisse.
- 2015 : Étourneaux[47], Festival Do Disturb, Palais de Tokyo, Paris, France.
- 2014 : Étourneaux[48], Festival de l'histoire de l'art, Fontainebleau, France.
- 2014 : Drawing night[49], projection de films de dessins d'animation, Centre culturel suisse, Paris, France.
- 2013 : Étourneaux[50], avec une version inédite de la Ursonate de Kurt Schwitters en étourneaux, Cyclop de Jean Tinguely, Milly-la-Forêt, France.
- 2013 : Pratiques domestiques[51], par Jean-Marc Chapoulie et Sylvie Boulanger avec André S. Labarthe et Alexandre Costenzo, séminaire public, CNEAI, Chatou, France.
- 2013 : Hors pistes[52], Centre national d'art et de culture Georges-Pompidou, Paris, France.
- 2012 : Spectacle Re[53], Théâtre Vidy-Lausanne, scénographie de Denis Savary, Lausanne, Suisse.
- 2011 : Bandits-mages, Théâtre Jacques Cœur, Lausanne, Suisse.
- 2011 : BDV Costes, Bureau des vidéos, Le Georges, Centre national d'art et de culture Georges-Pompidou, Paris, France.
- 2011 : Colloque entre art et philosophie, École des Beaux-Arts, Toulouse, France.
- 2011 : Animated Ideas, GD, Genève, Suisse.
- 2010 : Performance Victorine, Cie Lorenzo/Savary, Festival Extra[54], Centre Culturel Suisse, Paris, France.
- 2010 : Théâtre du 2 :21, Lausanne, Suisse. Projet avec les musiciens du collectif Rue du Nord.
- 2010 : Performance Les Mannequins de Corot[55], Centre Culturel Suisse, Paris, France.
- 2010 : Performance Les Mannequins de Corot, Musée d'art et d'histoire de Genève, Suisse.
- 2010 : From dusk till dawn, Vanabble Museum, Pays-Bas.
- 2009 : Simone, mise en scène : François Gremaud, scénographie de Denis Savary, Espace Nuithonie, Villars-sur-Glâne & Théâtre 2:21, Lausanne, Suisse.
- 2009 : Performance Les Mannequins de Corot, Le Printemps de Septembre, Musée des Augustins, Toulouse, France.
- 2009 : COURTisane Festival, Gand, Belgique.
- 2009 : Vin d'honneur, Jean-Marc Chapoulie, Centre national d'art et de culture Georges-Pompidou, Paris, France.
- 2004 : Swiss American Film Festival[56], New York, États-Unis.
- 2004 : (K-RAA-K)Festival[57], Hasselt, Belgique.
- 2004 : 33rd International Film Festival[58], Rotterdam, Pays-Bas.
- 2004 : 10e biennale de l'image en mouvement[59], Genève, Suisse.
- 2003 : Festival V.I.D Dampfzentrale[60], Berne, Suisse.
- 2003 : VIPER International Festival for film, video and new media, Bâle, Suisse.
- 2002 : Festival V.I.D Dampfzentrale[60], Berne, Suisse.

## Formation, prix et résidences
Denis Savary est diplômé en arts visuels à l'École Cantonale d'Art de Lausanne, ECAL. Il a depuis gagné en 2003 le Prix Fédéral d'Art (Suisse) et le Viper Swiss Award (Bâle, Suisse), en 2004 le Prix Ernest Manganel de la Fondation Ernest Manganel (Lausanne, Suisse), en 2007 le Prix Fédéral d’Art (Suisse) et une Résidence au Pavillon du Palais de Tokyo (Paris) puis, en 2011 le Prix Culturel Arts Visuels de la Fondation Vaudoise pour la Culture (Suisse).
En 2004 il a obtenu une bourse de la Fondation Leenaards, basée à Lausanne en Suisse et une bourse de la Fondation Liechti pour les arts, basée à Nyon en Suisse.

## Collections (sélection)
Les œuvres de Denis Savary font partie de nombreuses collections en France: Fonds national d’art contemporain de Paris, la Bibliothèque nationale de France, Fonds Régional d'Art Contemporain du Languedoc Roussillon et des Pays de la Loire. En Suisse, son travail a également fait l'objet d'acquisitions par le Fonds cantonal d'art contemporain de Genève, le Fonds municipal d'art contemporain de Genève de la ville de Genève, le Musée d'art moderne et contemporain (Genève), le Cabinet des estampes (Musée Jenisch Vevey), le Crédit suisse Group AG et la Banque Mirabaud & Cie SA.